# Esporte Clube Pinheiros (PR)
|  | No s'ha de confondre amb Esporte Clube Pinheiros. |

L'Esporte Clube Pinheiros fou un club de futbol brasiler de la ciutat de Curitiba a l'estat de Paranà.

## Història
El Savóia Futebol Clube va ser fundat el 1914, mentre que l'Sport Club Água Verde va néixer el 1915. Savóia i Água Verde es van fusionar el 1920 per formar el Savóia-Água Verde. Adoptaren el nom Savóia Futebol Clube el 1921, Esporte Clube Brasil el 1942, i finalitzada la II Guerra Mundial esdevingué Esporte Clube Água Verde. El 1971 adoptà el nom Esporte Clube Pinheiros, que fa referència al Pinheiro-do-Paraná, una araucaria, arbre símbol de Paranà.
Guanyà el Campionat paranaense el 1967 com a Água Verde, i el 1984 i 1987 com a Pinheiros. Participà en el Campeonato Brasileiro Série A el 1981 i 1985. També jugà la Copa do Brasil el 1989.
El 19 de desembre de 1989, el Pinheiros uní forces amb el club Colorado Esporte Clube per formar el Paraná Clube.

## Palmarès
- Campionat paranaense:
  - 1967, 1984, 1987

- Copa José Milani:
  - 1973

- Cidade de Curitiba - Trofeu Clemente Comandulli: 
  - 1977[8]